# Воксол (Алберта)
Воксол (енгл. Vauxhall) је варош у јужном делу канадске провинције Алберта и део је статистичке регије Јужна Алберта. Налази се на 114 км западно од града Медисин Хат и 69 км јужно од града Брукса, а најближа варош је Тејбер (32 км северније). Смештен је у плодној прерији између река Боу и Олдмен. 
Пољопривреда је најважнија привредна делатност у варошици, а посебно производња кромпира, због чега Воксол називају и западном престоницом кромпира. Маскоте вароши су два кромпира фармера Семи и Саманта.
Према резултатима пописа становништва из 2011. у варошици је живело 1.288 становника у 458 домаћинстава, 
што је за 20,5% више у односу на попис из 2006. када је регистровано 1.069 житеља.
На око 5 км јужно од вароши налази се мањи аеродром.

## Становништво
| 2011. |
| ----- |
| 1.288 |